# Laurière
Pour les articles homonymes, voir Laurière (homonymie).
Laurière est une commune française située dans le département de la Haute-Vienne, en région Nouvelle-Aquitaine.
Ses habitants sont appelés les Lauriérois et Lauriéroises mais aussi les Orpaillauds et Orpaillaudes, sans doute à cause de l'or exploité sur le territoire de la commune.

## Géographie

### Localisation
La commune de Laurière a une superficie de 20,8 km2. Elle est limitrophe du département de la Creuse. La plus grande ville la plus proche est Limoges, qui est située à 32 km au sud-ouest.

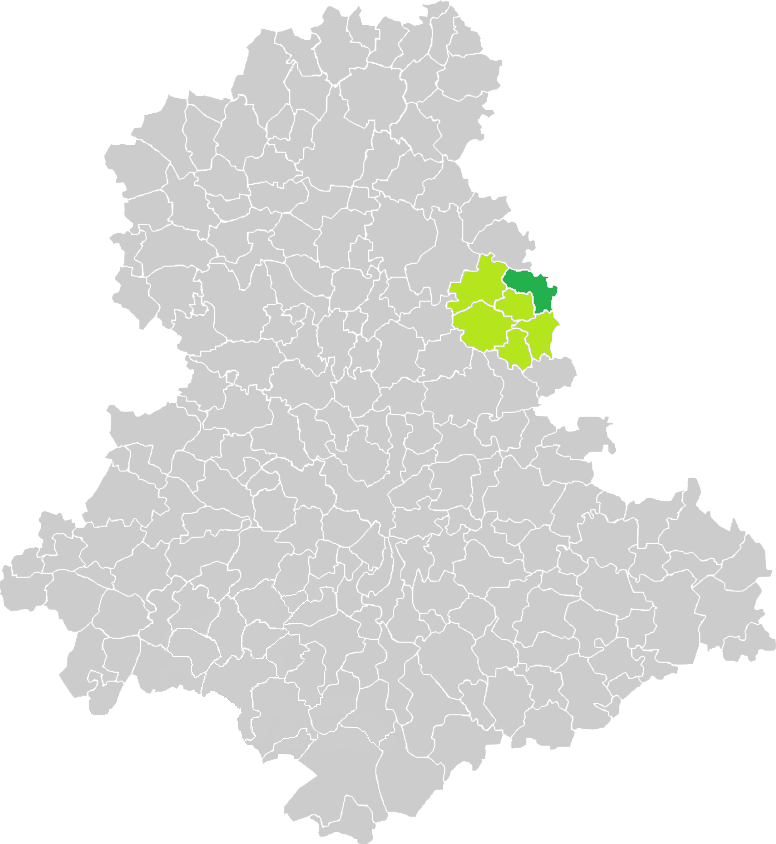
Situation de la commune de Laurière en Haute-Vienne.

### Communes limitrophes
| Folles                 | Fursac (Creuse)       |                         |
| Bersac-sur-Rivalier    | Laurière              | Arrènes (Creuse)        |
| Saint-Sulpice-Laurière | Jabreilles-les-Bordes | Saint-Goussaud (Creuse) |

### Climat
Pour des articles plus généraux, voir Climat de la Nouvelle-Aquitaine et Climat de la Haute-Vienne.
Historiquement, la commune est dans une zone de transition entre le climat océanique limousin et le climat montagnard.  
En 2020, Météo-France publie une typologie des climats de la France métropolitaine dans laquelle la commune est dans une zone de transition entre le climat océanique altéré et le climat de montagne et est dans la région climatique  Ouest et nord-ouest du Massif Central, caractérisée par une pluviométrie annuelle de 900 à 1 500 mm, maximale en automne et en hiver.
Pour la période 1971-2000, la température annuelle moyenne est de 10,9 °C, avec une amplitude thermique annuelle de 14,5 °C. Le cumul annuel moyen de précipitations est de 1 046 mm, avec 12,9 jours de précipitations en janvier et 8 jours en juillet. Pour la période 1991-2020, la température moyenne annuelle observée sur la station météorologique la plus proche, située sur la commune de Saint-Léger-la-Montagne à 6,75 km à vol d'oiseau, est de 10,4 °C et le cumul annuel moyen de précipitations est de 1 371,7 mm,. Pour l'avenir, les paramètres climatiques de la commune estimés pour 2050 selon différents scénarios d’émission de gaz à effet de serre sont consultables sur un site dédié publié par Météo-France en novembre 2022.

## Urbanisme

### Typologie
Au 1er janvier 2024, Laurière est catégorisée commune rurale à habitat dispersé, selon la nouvelle grille communale de densité à sept niveaux définie par l'Insee en 2022.
Elle est située hors unité urbaine. Par ailleurs la commune fait partie de l'aire d'attraction de Limoges, dont elle est une commune de la couronne,. Cette aire, qui regroupe 127 communes, est catégorisée dans les aires de 200 000 à moins de 700 000 habitants,.

### Occupation des sols
L'occupation des sols de la commune, telle qu'elle ressort de la base de données européenne d’occupation biophysique des sols Corine Land Cover (CLC), est marquée par l'importance des forêts et milieux semi-naturels (50,3 % en 2018), en diminution par rapport à 1990 (53,4 %). La répartition détaillée en 2018 est la suivante : 
forêts (50,3 %), zones agricoles hétérogènes (23 %), prairies (22,6 %), zones urbanisées (3,1 %), eaux continentales (0,8 %), terres arables (0,3 %). L'évolution de l’occupation des sols de la commune et de ses infrastructures peut être observée sur les différentes représentations cartographiques du territoire : la carte de Cassini (XVIIIe siècle), la carte d'état-major (1820-1866) et les cartes ou photos aériennes de l'IGN pour la période actuelle (1950 à aujourd'hui).

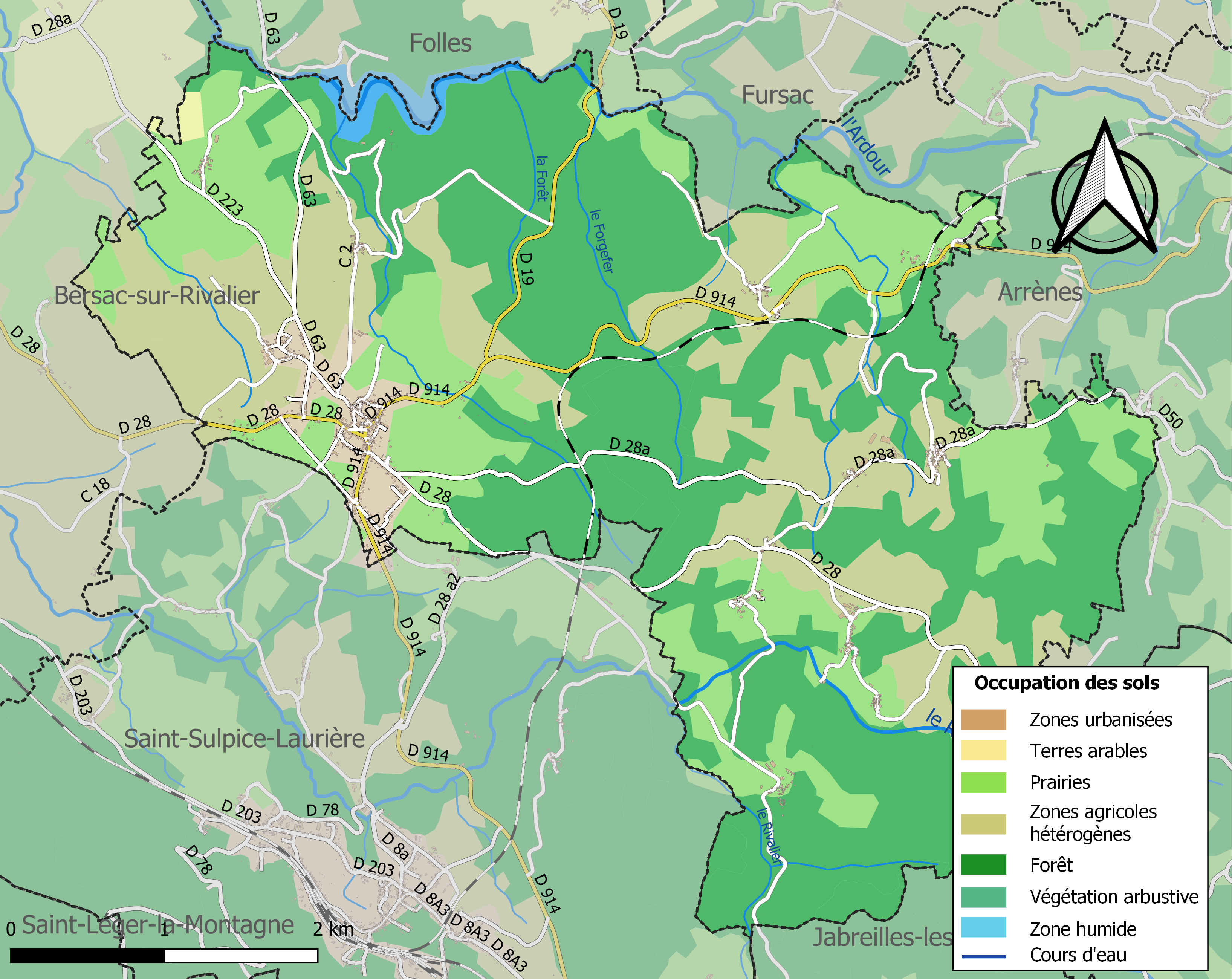
Carte des infrastructures et de l'occupation des sols de la commune en 2018 (CLC).

### Risques majeurs
Le territoire de la commune de Laurière est vulnérable à différents aléas naturels : météorologiques (tempête, orage, neige, grand froid, canicule ou sécheresse) et séisme (sismicité faible). Il est également exposé à un risque particulier : le risque de radon. Un site publié par le BRGM permet d'évaluer simplement et rapidement les risques d'un bien localisé soit par son adresse soit par le numéro de sa parcelle.

#### Risques naturels

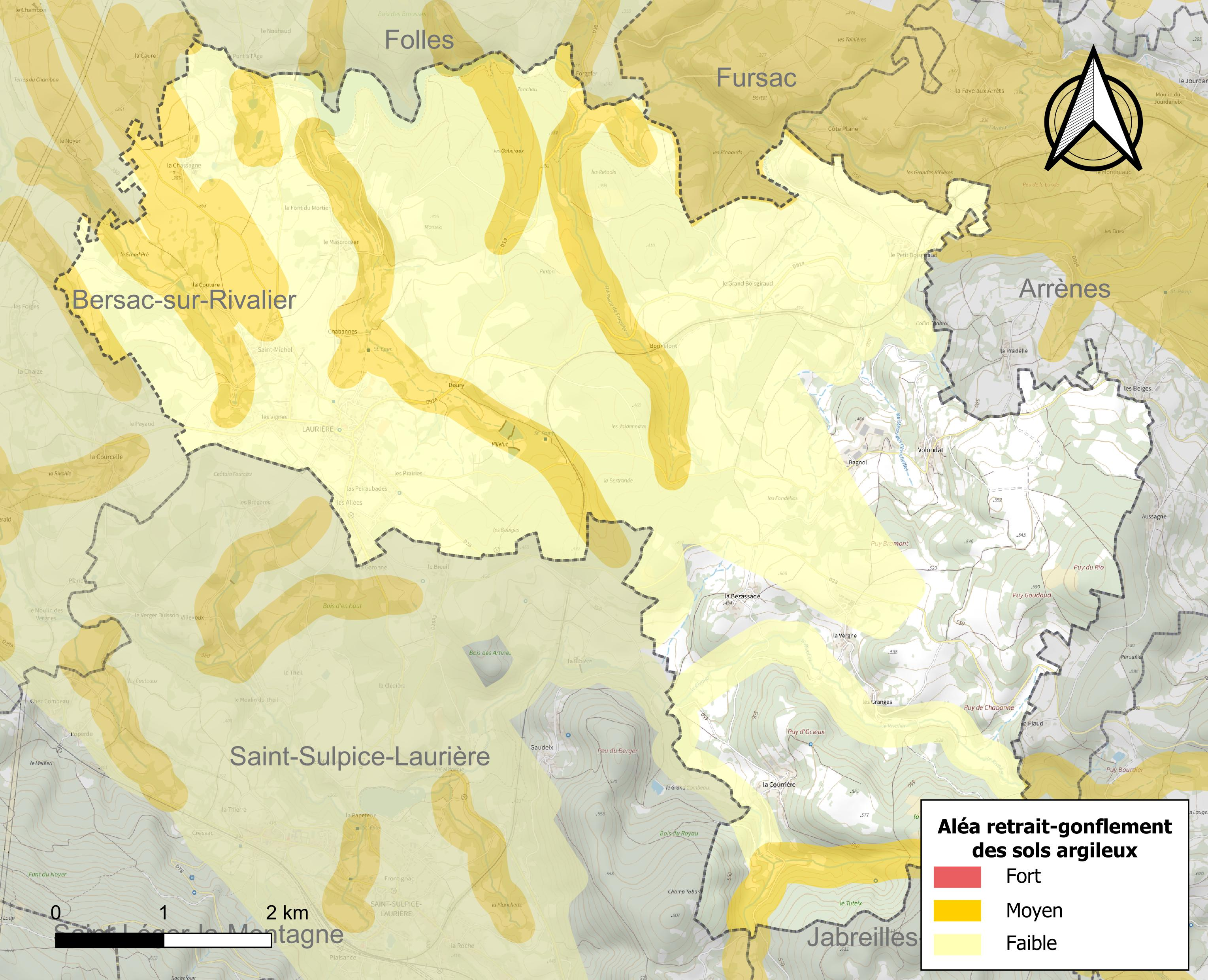
Carte des zones d'aléa retrait-gonflement des sols argileux de Laurière.

Le retrait-gonflement des sols argileux est susceptible d'engendrer des dommages importants aux bâtiments en cas d’alternance de périodes de sécheresse et de pluie. 18,9 % de la superficie communale est en aléa moyen ou fort (27 % au niveau départemental et 48,5 % au niveau national métropolitain). Depuis le 1er octobre 2020, en application de la loi ÉLAN, différentes contraintes s'imposent aux vendeurs, maîtres d'ouvrages ou constructeurs de biens situés dans une zone classée en aléa moyen ou fort,.
La commune a été reconnue en état de catastrophe naturelle au titre des dommages causés par les inondations et coulées de boue survenues en 1982 et 1999 et par des mouvements de terrain en 1999.

#### Risque particulier
Dans plusieurs parties du territoire national, le radon, accumulé dans certains logements ou autres locaux, peut constituer une source significative d’exposition de la population aux rayonnements ionisants. Selon la classification de 2018, la commune de Laurière est classée en zone 3, à savoir zone à potentiel radon significatif.

## Toponymie
Du latin aurus (or), de l'occitan auriéra, « un monticule artificiel, résultant des fouilles faites pour rechercher le minerai d'or ».
Son nom occitan est L'Auriéra.

## Histoire
Jusqu'à la Révolution française, une partie de la paroisse de Saint-Michel-de-Laurière dépendait de la commanderie de Paulhac. Les Hospitaliers y prélevaient des rentes féodales, en particulier sur les villages de Boisgiraud, la Courrière, le Mascroisier et Volondat.

## Politique et administration
| Période                                  | Période                   | Identité             | Étiquette                       | Qualité                                                                 |
| ---------------------------------------- | ------------------------- | -------------------- | ------------------------------- | ----------------------------------------------------------------------- |
| 1920                                     | 1940                      | Louis Coupard        |                                 | Conseiller général de la Haute-Vienne du canton de Laurière (1920-1940) |
| Les données manquantes sont à compléter. |                           |                      |                                 |                                                                         |
| 1945                                     | 1956                      | Désiré Vielleribière | PCF                             |                                                                         |
| 1956                                     | mars 1959                 | René Deslandes       | PCF                             |                                                                         |
| mars 1959                                | mars 1983                 | Maxime Duchâteau     |                                 |                                                                         |
| mars 1983                                | mars 1989                 | René Charles         |                                 |                                                                         |
| mars 1989                                | mars 2014                 | Georges Bayle        | Indépendant modéré-RPR-UDF-CPNT | Conseiller général du canton de Laurière (1988-1994)                    |
| mars 2014                                | mai 2020                  | Jean-Claude Henno    |                                 |                                                                         |
| mai 2020                                 | En cours (au 2 juin 2021) | Jean-Pierre Porte    |                                 |                                                                         |

La commune de Laurière a quitté la communauté de communes Ardour-Rivalier-Gartempe pour rejoindre le 15 mars 2011 la communauté de communes Porte d'Occitanie.

## Démographie
L'évolution du nombre d'habitants est connue à travers les recensements de la population effectués dans la commune depuis 1793. Pour les communes de moins de 10 000 habitants, une enquête de recensement portant sur toute la population est réalisée tous les cinq ans, les populations de référence des années intermédiaires étant quant à elles estimées par interpolation ou extrapolation. Pour la commune, le premier recensement exhaustif entrant dans le cadre du nouveau dispositif a été réalisé en 2005.

En 2022, la commune comptait 528 habitants, en évolution de −7,53 % par rapport à 2016 (Haute-Vienne : −0,68 %, France hors Mayotte : +2,11 %).
| 1793  | 1800  | 1806  | 1821  | 1831  | 1836  | 1841  | 1846  | 1851  |
| ----- | ----- | ----- | ----- | ----- | ----- | ----- | ----- | ----- |
| 1 571 | 1 301 | 1 175 | 1 254 | 1 248 | 1 279 | 1 299 | 1 376 | 1 484 |

| 1856  | 1861  | 1866  | 1872  | 1876  | 1881  | 1886  | 1891  | 1896  |
| ----- | ----- | ----- | ----- | ----- | ----- | ----- | ----- | ----- |
| 1 425 | 1 484 | 1 352 | 1 441 | 1 474 | 1 555 | 1 473 | 1 434 | 1 394 |

| 1901  | 1906  | 1911  | 1921  | 1926  | 1931  | 1936  | 1946  | 1954 |
| ----- | ----- | ----- | ----- | ----- | ----- | ----- | ----- | ---- |
| 1 373 | 1 378 | 1 308 | 1 272 | 1 257 | 1 129 | 1 117 | 1 009 | 872  |

| 1962 | 1968 | 1975 | 1982 | 1990 | 1999 | 2005 | 2006 | 2010 |
| ---- | ---- | ---- | ---- | ---- | ---- | ---- | ---- | ---- |
| 853  | 800  | 696  | 688  | 601  | 578  | 616  | 621  | 573  |

| 2015 | 2020 | 2022 | - | - | - | - | - | - |
| ---- | ---- | ---- | - | - | - | - | - | - |
| 577  | 530  | 528  | - | - | - | - | - | - |

Avec 573 habitants recensés en 2010, Laurière est le moins peuplé des chefs-lieux de canton du département de la Haute-Vienne.

## Culture locale et patrimoine

### Lieux et monuments
- Calvaire de Saint-Michel, classé au titre des monuments historiques le 26 mai 1977[28], situé au hameau Saint-Michel au croisement des CD 63 et CV 5.
- Anciennes mines d'or abandonnées au lieu-dit Boisgiraud.
- Église paroissiale de l'Assomption-de-la-Très-Sainte-Vierge, à l'intérieur de laquelle il y a plusieurs statues ou objets classés au titre des monuments historiques  dont certains sont en mauvais état :
  - une piéta datant du XVIIe siècle ;
  - une statue datant du XVIe siècle représentant saint Michel terrassant le démon ;
  - une châsse dite « de saint Pierre » datant du XIIe siècle.

### Personnalités liées à la commune
- Charles Thoumas, général français, né en juillet 1820 à Laurière – décédé en janvier 1893 à Versailles. Aux côtés de Léon Gambetta, il a participé à la défense nationale et à la reconstruction de l'armée française après la défaite de Sedan, en 1870. Il est également l'auteur d'ouvrages militaires cités par Charles de Gaulle.
- Edmond Gondinet, auteur dramatique, né le 7 mars 1828 à Laurière – décédé le 19 novembre 1888 à Neuilly-sur-Seine. Il est l'auteur d'une quarantaine de pièces de théâtre jouées sur les scènes parisiennes à la fin du XIXe siècle.
- Louis Robert (15 février 1904, Laurière - 31 mai 1985, Paris), historien du monde grec antique, spécialiste de géographie historique et d'épigraphie.
- Le comédien Jack Ary, acteur connu notamment pour son rôle dans le film Le Corniaud avec Louis de Funès et Bourvil en 1964, est enterré dans le cimetière communal.

### Héraldique
| Blason de Laurière | Blason  | D'azur à la croix cléchée et pommetée de douze pièce d'or, remplie de gueules ; à la filière d'or. |
| Blason de Laurière | Détails | Utilisé par la commune.                                                                            |

## Pour approfondir